# Solar dos Viscondes de Treixedo

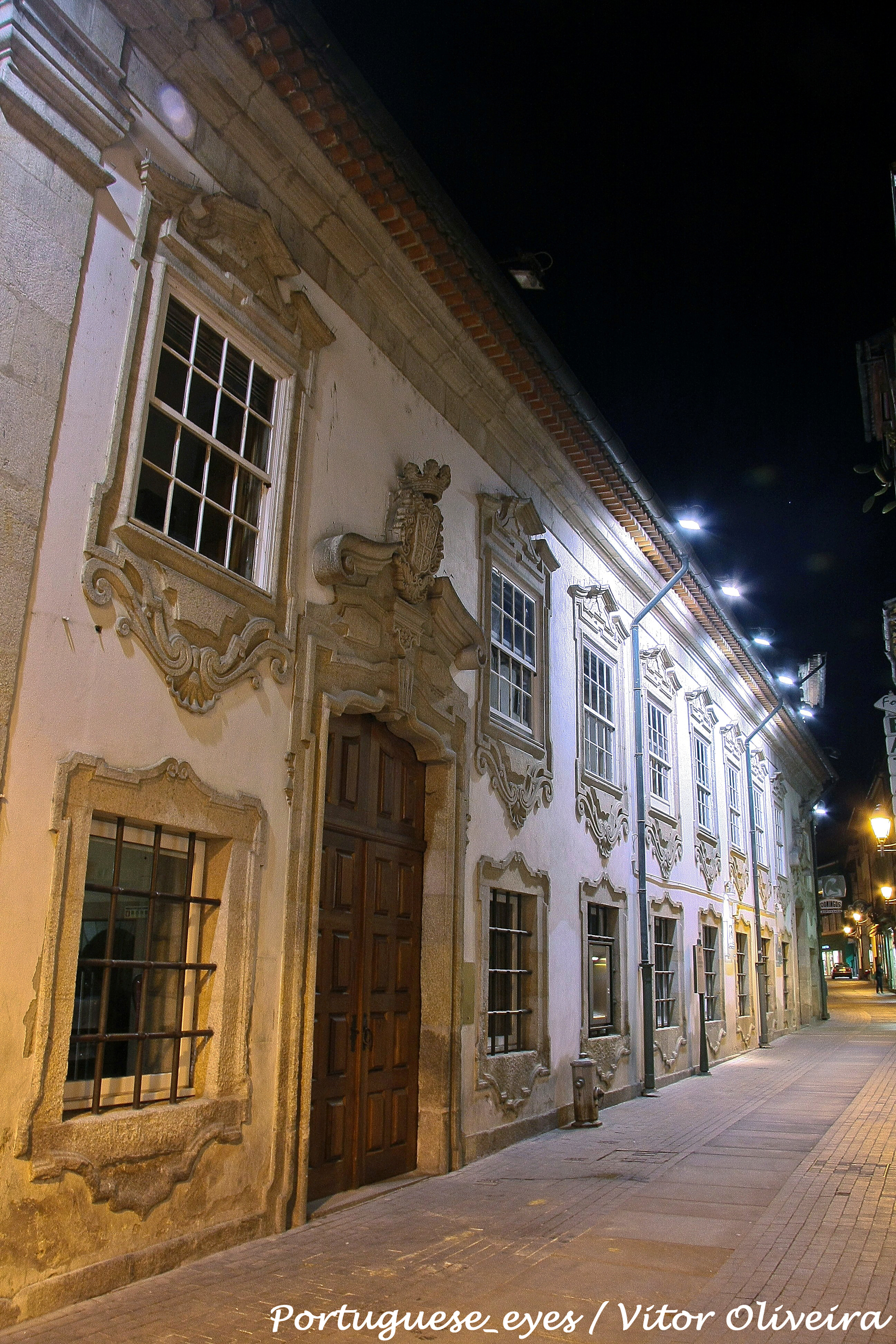

O Solar dos Viscondes de Treixedo, também referido como Palácio da família Queiroz, Banco Montepio Geral ou, simplesmente, Casa da Rua Direita, é um solar brasonado situado na Rua Direita em Viseu.
O Solar foi mandado edificar na 1.ª metade do Século XVIII, em estilo Barroco, pela família Almeida Cardoso Cerqueira.

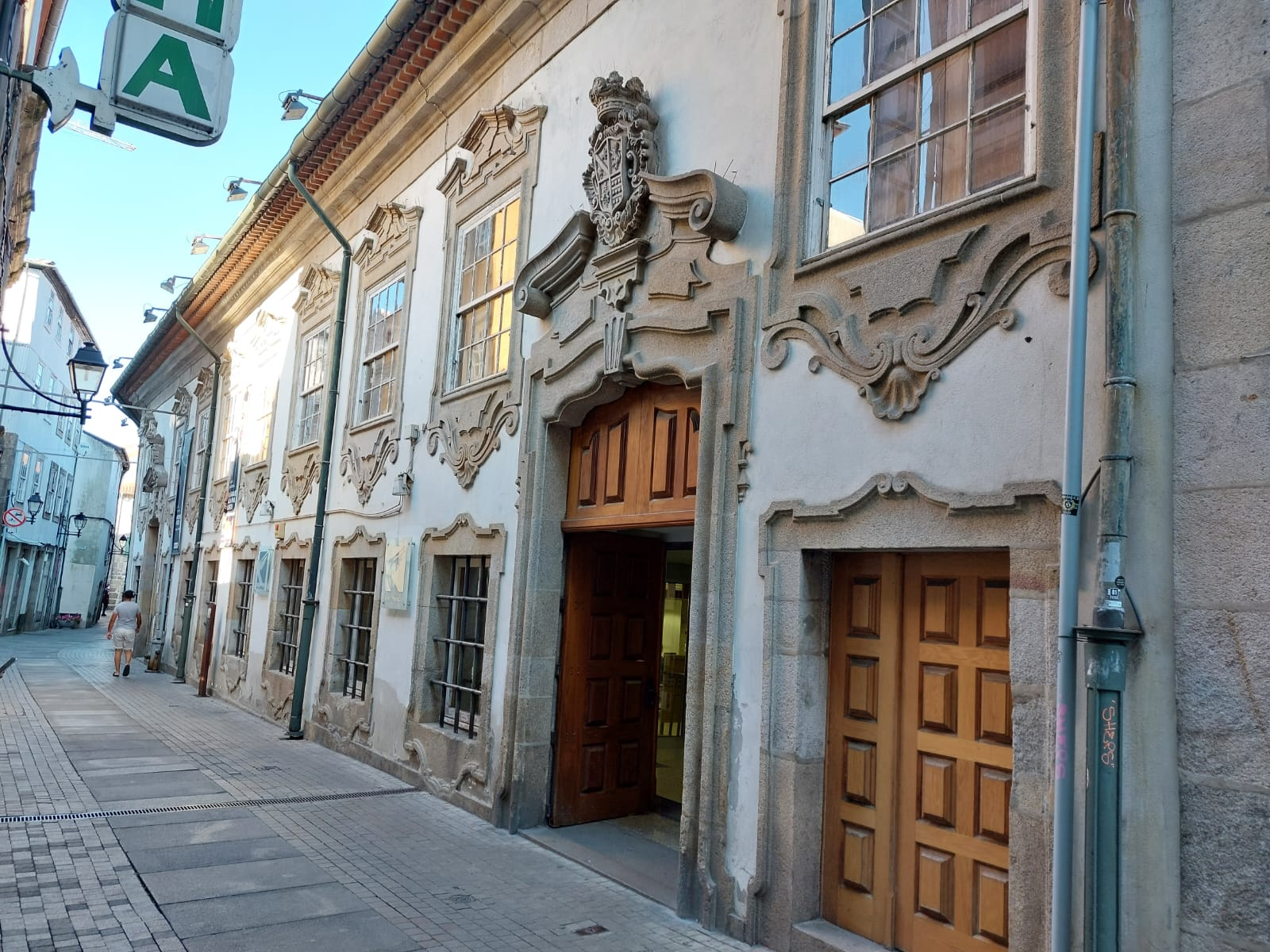

Passou depois por herança, na segunda metade do século XIX, para a família Queiroz de Ataíde, representada por D. Maria Eduarda Augusta Queiroz de Ataíde de Almeida e Vasconcelos, que veio a ser viscondessa de Treixedo pelo seu casamento, em 1905, com Francisco Gouveia Bandeira de Figueiredo Pinto Mascarenhas, 1.º Visconde de Treixedo, de quem foi a segunda mulher.
O último proprietário do solar, ainda membro da família que o fez construir, foi Fernando de Almeida e Silva Cerqueira (18.03.1779 - Viseu, 16.08.1868). Casou com D. Maria Augusta Júlia Vaz Guedes Pereira Pinto de Almeida e Vasconcelos (nascida na quinta de Santa Eulália, Seia, em 18.12.1793 e tia-avó do 1.º conde de Santa Eulália).  O casal, sem filhos, deixou o solar à sobrinha desta, D. Eduarda Augusta Vaz Guedes Pereira Pinto de Almeida e Vasconcelos. 
D. Eduarda Augusta casou em 1853 com seu primo segundo (eram ambos bisnetos dos 5ᵒˢ morgados do Arco), Bento de Queiroz Pinto de Ataíde e Melo - neto paterno de Bento de Queiroz Pereira Pinto Serpe e Melo e filho primogénito de Miguel Pereira Pinto de Queiroz Serpe e Melo Sampaio (Morgado de Santo António de Favaios e senhor da Casa do Cruzeiro, em Viseu), com sua mulher e prima coirmã, D. Augusta Cândida Emília Vaz Guedes de Ataíde Malafaia, filha do 6.º Morgado do Arco.
A acima referida viscondessa de Treixedo era neta do casal Eduarda Augusta Vaz Guedes e Bento Queiroz de Ataíde, vindo assim a herdar o solar da Rua Direita.
Na década de 1970, a família dos Viscondes de Treixedo vendeu o edifício, que foi reconstruído entre 1980/83 e adaptado a agência bancária e escritórios.
Este solar foi classificado como Imóvel de Interesse Público, pelo Decreto nº. 95/78, publicado no Diário da República nº 210 de 12 de Setembro de 1978.